# Liste von Flötenkonzerten

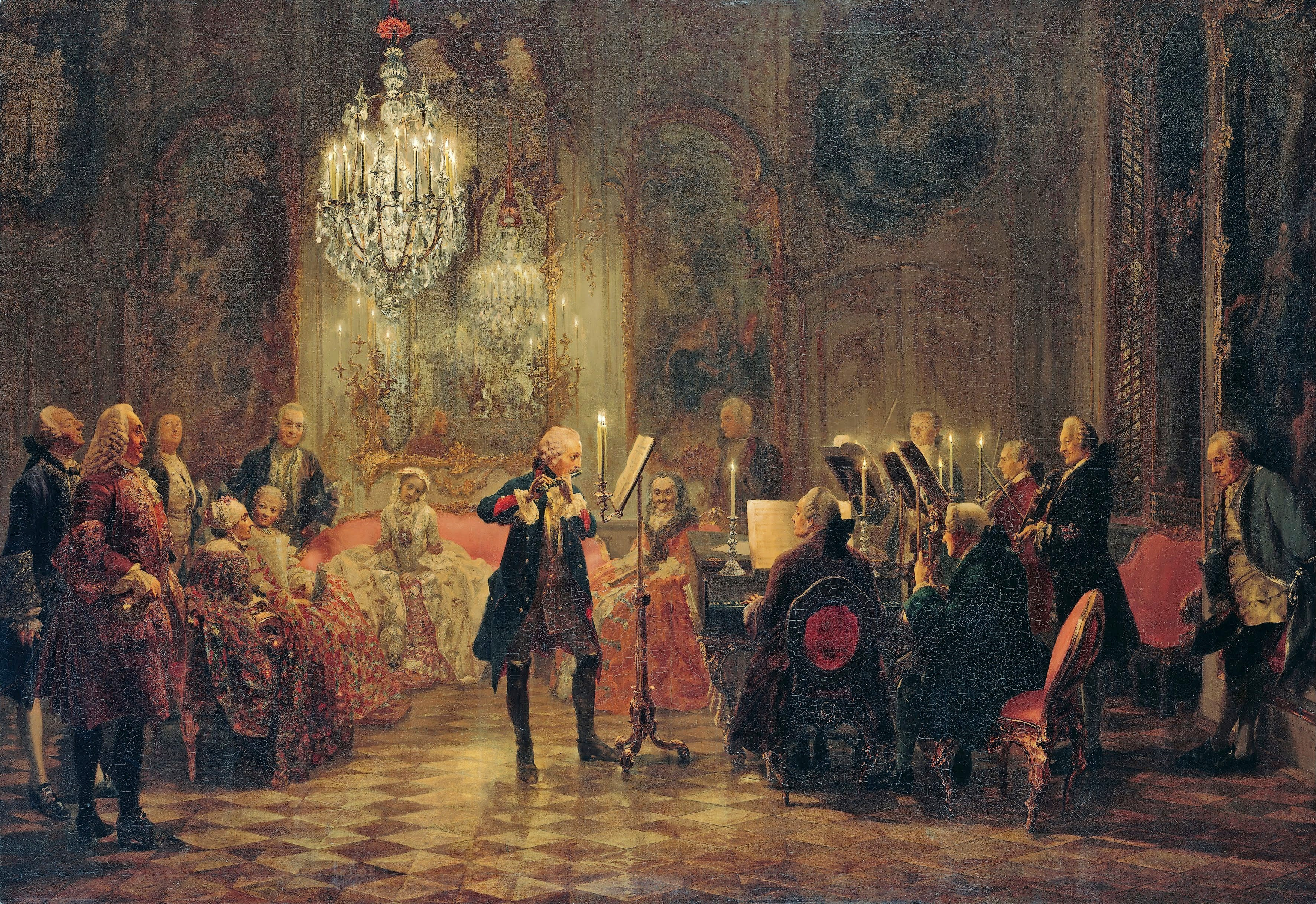
Adolph Menzel, Flötenkonzert Friedrichs des Großen zu Sanssouci

Ein Flötenkonzert ist eine Form des Solokonzerts, bei dem eine Flöte (Blockflöte oder Querflöte) einem größeren Instrumentalensemble bzw. Orchester gegenübergestellt wird. Flötenkonzerte entstanden seit dem Barockzeitalter bis in die Gegenwart. Zu den frühesten Gattungsbeiträgen gehören die Werke von Antonio Vivaldi. Um die Mitte des 18. Jahrhunderts wurde die Blockflöte von der Querflöte völlig verdrängt, nachdem anfangs oft nicht eindeutig zwischen beiden unterschieden wurde.
Nachfolgende Auflistung vermittelt einen Überblick zu wichtigeren konzertanten Werken für Flöte und Orchester. Berücksichtigt sind auch Doppelkonzerte (für zwei Flöten bzw. Flöte und anderes Soloinstrument).

## Barock
Bach, Carl Philipp Emanuel (1714–1788)
- Flötenkonzert d-Moll Wq 22 (1747, Umarbeitung eines Cembalokonzerts)
- Flötenkonzert a-Moll Wq 166 (um 1750)
- Flötenkonzert B-Dur Wq 167 (um 1751)
- Flötenkonzert A-Dur Wq 168 (um 1753)
- Flötenkonzert G-Dur Wq 169 (um 1755)

Bach, Johann Christian (1735–1782)
- Flötenkonzert D-Dur

Bach, Johann Sebastian (1685–1750)
- Suite Nr. 2 h-Moll BWV 1067

Baston, John (ca. 1709–1737)
- Div. Flötenkonzerte, darunter:
  - Concerto Nr. 2 für Sopranblockflöte, Streicher und Basso continuo
  - Concerto D-Dur für Sixth Flute, Streicher und Basso continuo

Benda, Franz (1709–1786)
- Flötenkonzerte G-Dur, e-Moll, A-Dur

Blavet, Michel (1700–1768)
- Konzert a-Moll für Flöte und Streicher

Friedrich II. (Preußen) (1712–1786)
- Flötenkonzert Nr. 1 G-Dur
- Flötenkonzert Nr. 2 C-Dur
- Flötenkonzert Nr. 3 C-Dur
- Flötenkonzert Nr. 4 D-Dur

Fiorenza, Nicola (um 1700–1764)
- Concerto f-moll für Altblockflöte, Solovioline, Streicher u. B. c.

Hasse, Johann Adolph (1699–1783)
- 12 Flötenkonzerte op. 3 (veröff. 1760)

Naudot, Jacques-Christophe (um 1690–1762)
- 6 Flötenkonzerte op. 17

Pergolesi, Giovanni Battista (1710–1736)
- Flötenkonzert G-Dur (unsichere Zuschreibung)
- Flötenkonzert D-Dur (unsichere Zuschreibung)

Quantz, Johann Joachim (1697–1773)
- etwa 300 Flötenkonzerte

Sammartini, Giuseppe (1695–1750)
- Flötenkonzert F-Dur

Schultze, Johann Christoph (1733–1813)
- Konzert G-Dur für Altblockflöte, Streicher u. B. c.

Telemann, Georg Philipp (1681–1767)
- Ouvertüre (Suite) a-Moll für Altblockflöte, Streicher u. B. c. TWV 55:a2
- über 20 Flötenkonzerte, auch Doppelkonzerte, darunter:
  - Konzert e-Moll für Altblockflöte, Querflöte, Streicher u. B. c. TWV 52:e1
  - Konzert F-Dur für Altblockflöte, Fagott, Streicher u. B. c. TWV 52:f1
  - Konzert a-Moll für Altblockflöte, Gambe, Streicher u. B. c.

Vivaldi, Antonio (1678–1741)
- 6 Concerti op. 10 für Traversflöte (um 1728), darunter
  - Concerto op. 10,1 (RV 433) F-Dur La tempesta di mare
  - Concerto op. 10,2 (RV 439) g-Moll La notte
  - Concerto op. 10,3 (RV 428) D-Dur Il Gardellino
- 3 weitere Konzerte für Traversflöte (D-Dur RV 426, D-Dur RV 429, G-Dur RV 436)
- 2 Konzerte für Blockflöte (c-Moll RV 441, F-Dur RV 442)
- 3 Konzerte für Flautino (C-Dur RV 443, C-Dur RV 444, a-Moll RV 445)
- Concerto C-Dur für 2 Traversflöten RV 533

## Klassik
Abel, Carl Friedrich (1723–1787)
- 6 Flötenkonzerte op. 6

Cartellieri, Antonio Casimir (1772–1807)
- Flötenkonzert G-Dur

Cimarosa, Domenico (1749–1801)
- Sinfonia concertante G-Dur für 2 Flöten und Orchester

Danzi, Franz (1763–1826)
- 1. Flötenkonzert G-Dur op. 30
- 2. Flötenkonzert d-Moll op. 31
- 3. Flötenkonzert d-Moll op. 42
- 4. Flötenkonzert D-Dur op. 43
- Sinfonia Concertante für Flöte und Klarinette B-Dur op. 41

Devienne, François (1759–1803)
- 14 Flötenkonzerte

Ditters von Dittersdorf, Johann Carl (1739–1799)
- Flötenkonzert e-Moll

Gianella, Luigi (um 1778–1817)
- Mehrere Flötenkonzerte

Gluck, Christoph Willibald (1714–1787)
- Flötenkonzert G-Dur

Grétry, André-Ernest-Modeste (1741–1813)
- Flötenkonzert C-Dur

Hofmann, Leopold (1738–1793)
- Mehrere Flötenkonzerte, darunter:
  - Flötenkonzert D-Dur (früher Joseph Haydn zugeschrieben)

Hoffmeister, Franz Anton (1754–1812)
- Etwa 25 Flötenkonzerte

Krommer, Franz (1759–1831)
- Flötenkonzert G-Dur op. 30
- Flötenkonzert e-Moll op. 86

Mozart, Wolfgang Amadeus (1756–1791)
- Flötenkonzert G-Dur KV 313 (1778 oder 1777)
- Flötenkonzert D-Dur KV 314 (1777/1778)
- Andante für Flöte und Orchester C-Dur KV 315 (1778)
- Konzert für Flöte, Harfe und Orchester C-Dur KV 299 (1778)

Myslivecek, Josef (1737–1781)
- Flötenkonzert D-Dur

Piccinni, Niccolò (1728–1800)
- Flötenkonzert D-Dur

Richter, Franz Xaver (1708–1789)
- Mehrere Flötenkonzerte, darunter:
  - Flötenkonzert e-Moll

Romberg, Bernhard (1767–1841)
- Flötenkonzert h-Moll op. 30 (handschriftliche Opusangabe: op. 17) (1810)

Salieri, Antonio (1750–1825)
- Concerto C-Dur für Flöte, Oboe und Orchester
- Concertino da camera G-Dur für Flöte und Streichorchester

Schwindl, Friedrich (1737–1786)
- Flötenkonzert D-Dur

Stamitz, Carl (1745–1801)
- 3 erhaltene Flötenkonzerte, darunter:
  - Flötenkonzert G-Dur op. 29

Touchemoulin, Joseph (1727–1801)
- Flötenkonzert A-Dur

Vanhal, Jan Baptist (1739–1813)
- Flötenkonzert Es-Dur

Witt,  Friedrich (1770–1836)
- Flötenkonzert G-Dur

## Romantik
Blodek, Vilém (1834–1874)
- Flötenkonzert

Chaminade, Cécile (1857–1944)
- Concertino für Flöte und Orchester op. 107 (1902)

Ciardi, Cesare (1818–1877)
- Carnaval russe für Flöte und Orchester

Fürstenau, Anton Bernhard (1792–1852)
- 12 Flötenkonzerte sowie 2 Konzerte für 2 Flöten, darunter:
  - 8. Flötenkonzert D-Dur op. 84 (in Form einer Gesangsszene)

Demersseman, Jules (1833–1866)
- Mehrere konzertante Werke, darunter:
  - Solo de Concert Nr. 6 op. 82 (Italienisches Konzert)

Doppler, Franz (1821–1883)
- Konzert für 2 Flöten und Orchester

Lachner, Franz (1803–1890)
- Flötenkonzert d-Moll (1832)

Mercadante, Saverio (1795–1870)
- Mehrere Flötenkonzerte, darunter:
  - Flötenkonzert e-Moll

Reinecke, Carl (1824–1910)
- Flötenkonzert D-Dur op. 283 (1908)
- Ballade für Flöte und Orchester op. 288

Reißiger, Carl Gottlieb (1798–1859)
- Concertino für Flöte und Orchester op. 60

Saint-Saëns, Camille (1835–1921)
- Romanze für Flöte und Orchester Des-Dur op. 37
- Odelette für Flöte und Orchester op. 162

Verhey, Theodoor (1848–1929)
- Konzert d-Moll op. 43 (1902)
- Konzert a-Moll op. 57 (1907)

## 20. Jahrhundert
Arnold, Malcolm (1921–2006)
- 1. Konzert für Flöte und Streichorchester op. 45 (1954)
- 2. Flötenkonzert op. 111 (1972)

Bernstein, Leonard (1918–1990)
- Halil für Flöte, Schlagzeug und Streicher (1981)

Bloch, Ernest (1880–1959)
- Suite modale für Flöte und Streicher (1956)
- 2 Last poems für Flöte und Orchester (1958)

Burkhard, Willy (1900–1955)
- Canzona für Flöte, Oboe und Streicher (1945)

Busoni, Ferruccio (1866–1924)
- Divertimento für Flöte und Orchester op. 52 (UA 1921)

Feld, Jindřich (1925–2007)
- Flötenkonzert (1954)

Feldman, Morton (1926–1987)
- Flute and Orchestra (1978)

Françaix, Jean (1912–1997)
- Flötenkonzert (1966)

Gaudibert, Éric (1936–2012)
- Albumblätter für Flöte und Kammerorchester (1992)

Genzmer, Harald (1909–2007)
- Konzert für Flöte und Orchester (1954)
- Concertino für Flöte, Oboe (oder 2. Flöte) und Streichorchester (1998)

Griffes, Charles Tomlinson (1884–1920)
- Poem für Flöte und Orchester (1919)

Holst, Gustav (1874–1934)
- Fugal Concerto für Flöte, Oboe und Streicher op. 40 Nr. 2

Honegger, Arthur (1892–1955)
- Concerto da camera für Flöte, Englischhorn und Streichorchester (1948)

Ibert, Jacques (1890–1962)
- Flötenkonzert (1934)

Jolivet, André (1905–1974)
- Konzert für Flöte und Streichorchester (1950)
- Konzert für Flöte und Schlagzeug (1965)

Krenek, Ernst (1900–1991)
- Suite für Flöte und Streichorchester (um 1954)

Liebermann, Lowell (* 1961)
- Flötenkonzert op. 39 (1992)

Ligeti, György (1923–2006)
- Doppelkonzert für Flöte, Oboe und Orchester (1972)

Maderna, Bruno (1920–1973)
- Flötenkonzert (1954)

Malipiero, Gian Francesco (1882–1973)
- Concerto per flauto e orchestra (1968)

Martin, Frank (1890–1974)
- Ballade für Flöte, Klavier und Streichorchester (1939/41)

Martinů, Bohuslav (1890–1959)
- Konzert für Flöte, Violine und Orchester (1936)

Mieg, Peter (1906–1990)
- Konzert für Flöte und Streichorchester (1962)
- Concerto pour deux flûtes et orchestre à cordes (1974)

Nielsen, Carl (1865–1931)
- Flötenkonzert (1926)

Nono, Luigi (1924–1990)
- Y su sangre ya viene cantando (Nr. 2 aus dem Epitaffio für García Lorca) für Flöte und kleines Orchester (1952)

Penderecki, Krzysztof (1933–2020)
- Konzert für Flöte und Kammerorchester (1992)

Rautavaara, Einojuhani (1928–2016)
- Flötenkonzert op. 69 Dances with the Winds (1973)

Rivier, Jean (1896–1987)
- Flötenkonzert

Rodrigo, Joaquín (1901–1999)
- Concierto pastoral für Flöte und Orchester (1978)

Rouse, Christopher (1949–2019)
- Flötenkonzert (1993, UA 1994)

Sallinen, Aulis (* 1935)
- Flötenkonzert op. 70 Harlekiini

Schulhoff, Erwin (1894–1942)
- Doppelkonzert für Flöte, Klavier und Orchester (1927)

Simpson, Robert (1921–1997)
- Flute Concerto (1989)

Trojahn, Manfred (* 1949)
- Konzert für Flöte und Orchester (1981–1983)

Wagner, Melinda (* 1957)
- Concerto for Flute, Strings and Percussion (Pulitzer-Preis 1999)

Wagner, Siegfried (1869–1930)
- Konzertstück F-Dur für Flöte und kleines Orchester (1913)

Weinberg, Mieczysław (1919–1996)
- 1. Flötenkonzert op. 75 (1961)
- 2. Flötenkonzert op. 148 (1987)

Yun, Isang (1917–1995)
- Konzert für Flöte und kleines Orchester (1977)

## 21. Jahrhundert
Aho, Kalevi (* 1949)
- Konzert für Flöte und Orchester (2002)

Vasks, Pēteris (* 1946)
- Flötenkonzert (2007–2008/2011)